# آرامگاه دانای علی
بقعه دانای علی نام آرامگاهی است در شهر رشت مرکز استان گیلان.
برخی مردم شهر رشت اعتقاد و تعصب خاصی نسبت به این بقعه دارند. این بقعه در محله چمار سرا و در وسط خیابان واقع شده است.
دانای علی از اهالی روستای سیاه اسطلخ شهر رشت بود. به اعتقاد برخی دانای علی انسانی بود که دارای قابلیت‌های منحصر بفردی از جمله حضور هم‌زمان در دو مکان بوده است که این نکته علاوه بر دانش بالای این فرد در زمان خودش او را متمایز از دیگران ساخته بود. همچنین در روایات آمده است که هنگامی که راز فارغ از زمان و مکان بودن او توسط سایر افراد کشف شد دانای علی برای همیشه ناپدید گردید و برخی نیز فوت او را به این واقعه نسبت می‌دهند.